# Raw Blues Power
Raw Blues Power es el cuarto álbum de estudio como solista publicado por el guitarrista ex- Racer X y Mr. Big, Paul Gilbert, lanzado al mercado el 12 de marzo de 2002. Gilbert contó con la colaboración del guitarrista Jimi Kidd en la grabación del disco.

## Lista de canciones
| N.º | Título                  | Escritor(es)            | Duración |  |
| 1.  | «Girls Watching»        | Paul Gilbert, Jimi Kidd | 3:46     |  |
| 2.  | «A 180»                 | Jimi Kidd               | 3:41     |  |
| 3.  | «Pacific Coast Highway» | Paul Gilbert            | 3:00     |  |
| 4.  | «Good Foot»             | Kidd                    | 6:29     |  |
| 5.  | «12 Days of the Blues»  | Gilbert, Kidd           | 3:50     |  |
| 6.  | «Freedom»               | Kidd                    | 3:54     |  |
| 7.  | «Stranded»              | Gilbert                 | 3:30     |  |
| 8.  | «Play Guitar»           | Kidd                    | 2:50     |  |
| 9.  | «Sookie Sookie (Cover)» | Don Covay               | 3:09     |  |
| 10. | «Blues Power»           | Kidd                    | 9:27     |  |

## Créditos
- Paul Gilbert - Guitarra, voz
- Jimi Kidd - Guitarra, voz
- Jeff Martin - Bongós, voz
- Mike Szuter - Bajo, voz
- Johnny Fedevich - Batería, voz